# 13 - 13
13 - 13 (шп. El 13 - 13) је шпански филм из 1943. Ову комедију режисирао је Луис Лусиа.

## Улоге
- Рафаел Дуран
- Рамон Мартори
- Алберто Ромеа
- Марта Сантаолала